# First kaleidscope ~기미노우치니쓰쿠마데즛토하싯테유쿠~

first kaleidscope ~너의 집에 도착할 때까지 계속 달려가~(일본어: first kaleidscope 〜君の家に着くまでずっと走ってゆく〜 first kaleidscope ~기미노우치니쓰쿠마데즛토하싯테유쿠~[*])는 GARNET CROW의 첫 번째 인디즈 미니 앨범이다. 1999년 12월 4일 TENT HOUSE에서 발매되었다.
전곡의 작곡은 나카무라 유리, 작사는 아즈키 나나, 편곡은 후루이 히로히토가 맡았다.
전 6곡을 수록한 인디즈 미니 앨범으로, GIZA Studio에서 설립한 새로운 인디즈 레이블인 TENT HOUSE에서 나온 첫 번째 작품이다. 발매에 앞서 1999년 11월 27일, HMV와 타워 레코드에서 점포 한정으로 선행 발매되었다. 선행 발매반과 첫회반은 사이드 라벨이 주황, 빨강, 초록의 3색으로 되어 있지만, 통상반은 파란색이다. 또한 첫회반과 통상반에는 곡 순서의 차이가 있지만, 곡 자체는 바뀌지 않았다.

## 수록곡

### 선행 발매반·첫회반
1. 너의 집에 도착할 때까지 계속 달려가
2. dreaming of love
3. 두 사람의 로켓
4. Sky
5. 영원히 잠들기를 (일본어: 永遠に葬れ)
6. A crown

### 통상반
1. 너의 집에 도착할 때까지 계속 달려가
2. 두 사람의 로켓
3. Sky
4. dreaming of love
5. 영원히 잠들기를 (일본어: 永遠に葬れ)
6. A crown